# Меннінг (Айова)
Меннінг (англ. Manning) — місто (англ. city) в США, в окрузі Керролл штату Айова. Населення — 1455 осіб (2020).

## Географія
Меннінг розташований за координатами 41°54′35″ пн. ш. 95°3′52″ зх. д. / 41.90972° пн. ш. 95.06444° зх. д. (41.909630, -95.064442).  За даними Бюро перепису населення США в 2010 році місто мало площу 6,46 км², з яких 6,44 км² — суходіл та 0,02 км² — водойми.

## Демографія
Згідно з переписом 2010 року, у місті мешкало 1500 осіб у 653 домогосподарствах у складі 398 родин. Густота населення становила 232 особи/км².  Було 719 помешкань (111/км²).
Расовий склад населення:
| - 98,1 % — білих - 0,7 % — чорних або афроамериканців - 0,4 % — корінних американців - 0,3 % — азіатів |

До двох чи більше рас належало 0,5 %. Частка іспаномовних становила 1,1 % від усіх жителів.
За віковим діапазоном населення розподілялося таким чином: 23,0 % — особи молодші 18 років, 50,7 % — особи у віці 18—64 років, 26,3 % — особи у віці 65 років та старші. Медіана віку мешканця становила 45,5 року. На 100 осіб жіночої статі у місті припадало 92,1 чоловіків;  на 100 жінок у віці від 18 років та старших — 87,8 чоловіків також старших 18 років.
Середній дохід на одне домашнє господарство  становив 56 592 долари США (медіана — 42 548), а середній дохід на одну сім'ю — 73 186 доларів (медіана — 59 107). Медіана доходів становила 42 330 доларів для чоловіків та 26 220 доларів для жінок. За межею бідності перебувало 15,9 % осіб, у тому числі 17,5 % дітей у віці до 18 років та 10,6 % осіб у віці 65 років та старших.
Цивільне працевлаштоване населення становило 786 осіб. Основні галузі зайнятості: освіта, охорона здоров'я та соціальна допомога — 32,8 %, роздрібна торгівля — 10,7 %, сільське господарство, лісництво, риболовля — 9,0 %, транспорт — 8,1 %.